# Hôtel Desmazières
 (mars 2019).
Si vous disposez d'ouvrages ou d'articles de référence ou si vous connaissez des sites web de qualité traitant du thème abordé ici, merci de compléter l'article en donnant les références utiles à sa vérifiabilité et en les liant à la section « Notes et références ».
L'hôtel Desmazières est un hôtel situé à Beaulieu-sur-Layon, en France.

## Localisation
L'hôtel est situé dans le département français de Maine-et-Loire, sur la commune de Beaulieu-sur-Layon.
L'adresse est le 3 Place de l'Église à Beaulieu-sur-Layon.
Il est accessible à partir d'Angers par l'autoroute A87 sortie 24.

## Description
L'Hôtel Desmazières est l'un des hôtels particuliers les plus réussis du XVIIIe siècle en Anjou (1779).
Il se compose d'un corps principal flanqué de deux ailes de communs (Est et Ouest) fermant une cour d'honneur accessible depuis la rue. À l'arrière du corps principal se trouve un parc profond d'environ un hectare tandis que sur le côté Est, l'on trouve une cour de service.
Le millésime 1667 gravé au fronton d'un pavillon des communs Ouest, fermant l'angle de la cour d'honneur, révèle qu'un logis existait déjà dans la seconde moitié du XVIIe siècle à cet endroit.
La combinaison des façades de l'hôtel XVIIIe siècle et des communs XVIIe siècle constitue un ensemble très remarquable par son charme et son architecture.
Parmi les éléments de curiosité  préservés figure une cuisine (du XVIIe siècle) avec une impressionnante poutre centrale à arêtes chanfreinées et pied fourchu et un intéressant potager en faïence à quatre fours.
Le logis aurait été bâti pour Thomas-Marie-Gabriel Desmazières (voir historique). Selon André Sarrazin, l'hôtel passe pour avoir été construit par Jacques Jarry, également maître d'œuvre du logis de la Pinsonnière et de la maison de Jarry également à Beaulieu-sur-Layon.
André Sarrazin évoquait que l'hôtel Desmazières pourrait avoir été influencé par l'hôtel d'Ollone à Angers construit dans les années 1760 pour Alexis-Joseph de Bernabé, seigneur de Boullaye.
Il faut également signaler qu'à cette même époque, vers 1771-1777, les architectes Jean Benoit, Vincent Barré et Gilles ou Pierre Simier opéraient au château de Montgeoffroy.

## Historique
L'hôtel Desmazières a été construit pour Thomas-Gabriel Desmazières (5 novembre 1743-27 juillet 1818).
Thomas Desmazières  était magistrat conseiller au Présidial d'Angers, docteur agrégé à la faculté de droit, recteur de l'Université d'Angers, député à l'Assemblée Constituante du tout nouveau département de Maine-et-Loire du 20 mars 1789 au 1er octobre 1803 et président de la cour royale d'Angers.
Le 25 août 1772 il épousa Marguerite Ayrault, fille de Louis Ayrault, conseiller, juge, magistrat doyen de la sénéchaussée d'Angers et échevin d'Angers.
De ce mariage naquirent deux enfants : une fille Mélanie et un fils Thomas-Louis.
C'est à Mélanie que revint par héritage l'hôtel Desmazières.
Par la suite le logis fut transmis de mère en fille pendant plusieurs générations. Les Desmazières agissant sous seing privé il n'existe pas d'acte ni  d'expertise relatifs à cet ensemble.
Le seul fait d'histoire qui demeure est relatif aux guerres de Vendée : "Selon la tradition, pendant les guerres de Vendée, le bourg de Beaulieu fut en partie incendié par les bleus de la division Cordellier, une des colonnes infernales. C'est dans la cour de l'Hôtel Desmazières que furent détenues une quarantaine de femmes de la commune dont les époux étaient dans les armées Vendéennes. Elles devaient être fusillées. Elles ne durent leur salut qu'au courage d'un paysan de Pierre-Bise nommé Pellé. Sur ses appels, le général les relâcha mais Beaulieu fut brûlé et pillé. La grille d'entrée fut détruite et certaines pièces ont conservé des poutres calcinées à la suite de l'incendie.
L'édifice est inscrit au titre des monuments historiques en 1968.
Il est la propriété de Madame et Monsieur Denizeau et est accessible aux visiteurs.